# ماكو

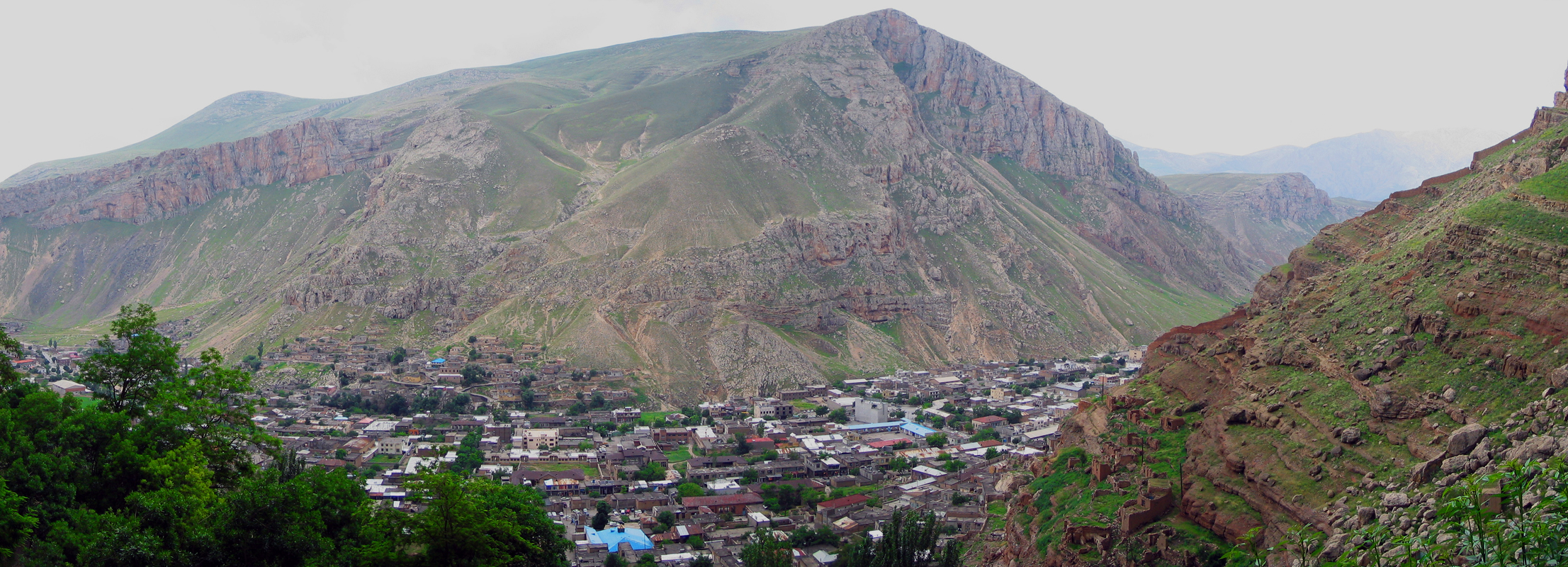
مدينة ماكو.

ماکو (بالكردية: ماکۆ، Mako) هي مدينة إيرانية تقع في محافظة أذربيجان الغربية (محافظة)، في شمال إيران. تقع بين مدينتي خوي وأرومية. يعتمد اقتصاد المدينة على الزراعة وإنتاج الفواكه والحبوب والخشب. منذ عام 2004، بلغ عدد سكانها عن 176,300 نسمة.
تم التنازع على المدينة في فترات تاريخية سابقة، فقد هاجمتها الإمبراطورية الروسية عام 1827، وبعد ذلك تركيا عام 1911. وفي خلال الحرب العالمية الثانية، كانت المدينة جزء من الاتحاد السوفييتي. أغلب سكانها من الأذر والكرد.

## المناخ
يظهر الجدول التالي التغييرات المناخية على مدار السنة لماكو:
| البيانات المناخية لـماكو             | البيانات المناخية لـماكو | البيانات المناخية لـماكو | البيانات المناخية لـماكو | البيانات المناخية لـماكو | البيانات المناخية لـماكو | البيانات المناخية لـماكو | البيانات المناخية لـماكو | البيانات المناخية لـماكو | البيانات المناخية لـماكو | البيانات المناخية لـماكو | البيانات المناخية لـماكو | البيانات المناخية لـماكو | البيانات المناخية لـماكو |
| الشهر                                | يناير                    | فبراير                   | مارس                     | أبريل                    | مايو                     | يونيو                    | يوليو                    | أغسطس                    | سبتمبر                   | أكتوبر                   | نوفمبر                   | ديسمبر                   | المعدل السنوي            |
| ------------------------------------ | ------------------------ | ------------------------ | ------------------------ | ------------------------ | ------------------------ | ------------------------ | ------------------------ | ------------------------ | ------------------------ | ------------------------ | ------------------------ | ------------------------ | ------------------------ |
| الدرجة القصوى °م (°ف)                | 11.5 (52.7)              | 14.0 (57.2)              | 23.0 (73.4)              | 27.5 (81.5)              | 30.6 (87.1)              | 36.0 (96.8)              | 37.0 (98.6)              | 37.8 (100.0)             | 34.2 (93.6)              | 28.0 (82.4)              | 20.8 (69.4)              | 19.0 (66.2)              | 37.8 (100.0)             |
| متوسط درجة الحرارة الكبرى °م (°ف)    | 0.4 (32.7)               | 2.6 (36.7)               | 8.0 (46.4)               | 15.4 (59.7)              | 19.9 (67.8)              | 25.2 (77.4)              | 29.4 (84.9)              | 29.6 (85.3)              | 24.9 (76.8)              | 17.5 (63.5)              | 9.8 (49.6)               | 2.9 (37.2)               | 15.47 (59.85)            |
| متوسط درجة الحرارة الصغرى °م (°ف)    | −7.4 (18.7)              | −5.8 (21.6)              | −1 (30)                  | 5.5 (41.9)               | 9.1 (48.4)               | 13.1 (55.6)              | 17.2 (63.0)              | 17.2 (63.0)              | 12.5 (54.5)              | 7.1 (44.8)               | 1.0 (33.8)               | −4.3 (24.3)              | 5.35 (41.63)             |
| أدنى درجة حرارة °م (°ف)              | −22 (−8)                 | −23 (−9)                 | −22 (−8)                 | −8 (18)                  | 0.0 (32.0)               | 4.0 (39.2)               | 8.0 (46.4)               | 9.4 (48.9)               | 2.4 (36.3)               | −2.6 (27.3)              | −15.3 (4.5)              | −20.2 (−4.4)             | −23 (−9)                 |
| الهطول مم (إنش)                      | 13.0 (0.51)              | 19.9 (0.78)              | 30.4 (1.20)              | 37.1 (1.46)              | 54.5 (2.15)              | 39.6 (1.56)              | 14.8 (0.58)              | 11.5 (0.45)              | 10.2 (0.40)              | 25.7 (1.01)              | 20.9 (0.82)              | 16.9 (0.67)              | 294.5 (11.59)            |
| متوسط أيام هطول الأمطار (≥ 1.0 mm)   | 3.5                      | 4.0                      | 5.7                      | 7.1                      | 9.8                      | 6.8                      | 3.2                      | 2.0                      | 1.9                      | 5.0                      | 4.6                      | 3.9                      | 57.5                     |
| متوسط الرطوبة النسبية (%)            | 65                       | 59                       | 53                       | 46                       | 46                       | 40                       | 37                       | 36                       | 36                       | 46                       | 54                       | 65                       | 49                       |
| ساعات سطوع الشمس الشهرية             | 126.5                    | 146.2                    | 181.2                    | 185.7                    | 230.4                    | 290.2                    | 327.0                    | 322.5                    | 274.8                    | 199.9                    | 162.6                    | 119.7                    | 2٬566٫7                  |
| المصدر: Synoptic Stations Statistics |                          |                          |                          |                          |                          |                          |                          |                          |                          |                          |                          |                          |                          |

## أعلام
- زينب جلاليان
- أسد الله موسوي ماكوئي

## وصلات خارجية
- موقع مدينة ماكو (بالفارسية)